# Ardisia aguirreana
Ardisia aguirreana är en viveväxtart som beskrevs av J.J. Pipoly. Ardisia aguirreana ingår i släktet Ardisia och familjen viveväxter. Inga underarter finns listade i Catalogue of Life.